# Isonychus nitidus
Isonychus nitidus är en skalbaggsart som beskrevs av Hermann Burmeister 1855. Isonychus nitidus ingår i släktet Isonychus och familjen Melolonthidae. Inga underarter finns listade i Catalogue of Life.